# Laportea ardens
Laportea ardens là loài thực vật có hoa trong họ Tầm ma. Loài này được (Blume) J.J. Sm. mô tả khoa học đầu tiên năm 1910.